# Francisco A. Berra
Francisco A. Berra es una localidad del partido de Monte, provincia de Buenos Aires, Argentina.

## Ubicación
Se encuentra a 10 km al noroeste de la ciudad de San Miguel del Monte, a la vera de la Ruta Provincial 41.

## Población
Durante los censos nacionales del INDEC de 2001 y 2010 fue considerada como población rural dispersa.

## Toponimia
Debe su nombre al director general de Escuelas Francisco Berra, que se desempeñó a partir de 1894 durante gobernación de Guillermo Udaondo.

## Ferrocarril
Era una parada del Ferrocarril Provincial de Buenos Aires. Desde su estación ferroviaria pasaban los ramales a La Plata, Mira Pampa, Azul y Loma Negra.